# Вдале полювання
 Вдале полювання  — картина фламандського художника 17 ст. Франса Снейдерса.
Представлена в музеї витончених мистецтв міста Гент, заснованого наприкінці 19 ст.
Мисливські сцени в 17 ст. були досить розповсюджені і слугували для оздоблення замків вельмож та осель багатих містян. Чудовий майстер зображень тварин (диких і свійських), Франс Снейдерс неодноразово брався за створення мисливських сцен. Зазвичай це полювання на оленя чи кабана. Але самого мисливця в картинах Снейдерса зазвичай не побачиш, тільки дичину та мисливських собак. Іноді в композиції присутня лише зграя і бійка собак.
На відміну від композицій «Лавок» з перебільшеннями і надлишковістю, притаманним картинам доби бароко, від мисливських композицій зі зграєю собак та тварин — картина «Вдале полювання» має тільки двох персонажів — дике порося та мисливський собака. Останній вхопив порося за вухо і сильно потяг за собою. Перелякане порося — головний герой всієї композиції. Художник залюбки відтворив форми його тіла та рудувату шерстку, незвичний ракурс. Незважаючи на сумний сюжет (порося неодмінно загине), картина справляє приємне враження з позицій композиції та колориту, де рудуваті і білі фарби тварин гармонічно поєднані з зеленими рослинами і краєвидом.